# CLPB
La protéine peptidase B caséinolytique (CLPB), également connu sous le nom de Skd3, est une ATPase mitochondriale chaperone qui est codée chez l'homme par le gène CLPB,,. 
Skd3 est localisée dans les mitochondries et largement exprimée dans les tissus humains. On trouve une expression importante dans le cerveau adulte mais est plus rare dans les granulocytes,. C'est une puissante désagrégase protéique qui chapeaute l'espace intermembranaire mitochondrial. Les mutations du gène CLPB pourraient provoquer des troubles métaboliques autosomales récessifs avec pour conséquences : une déficience intellectuelle ou un retard de développement, une neutropénie congénitale, une atrophie cérébrale progressive, des troubles du mouvement, des cataractes ainsi qu'une acidurie 3-méthylglutaconique.
La protéine CLPB est aussi décrite comme une protéine bactérienne sécrétée par des entérobactéries telles que Escherichia coli et Hafnia alvei,.

## Structure

### Gène
Le gène CLPB possède 19 exons et est situé dans la bande chromosomique 11q13.4.

### Protéine
Skd3 possède cinq isoformes en raison d'un épissage alternatif. L'isoforme 1 est considérée comme ayant la séquence de base. Cette protéine a une taille de 78,7 kDa et est composée de 707 acides aminés. Elle contient une séquence de ciblage mitochondrial N-terminal (1-92 acides aminés). Après maturation cellulaire, la protéine mitochondriale possède un point isoélectrique de 7,53. Skd3 est ensuite modifiée par la protéase rhomboïde mitochondriale  sur l'acide aminé 127. La protéine Skd3 a un domaine C-terminal D2  spécifique. Les protéines portant ce domaine forment la sous-famille des protéines peptidases caséinolytiques (Clp), également appelées HSP100. La composition du domaine protéique de la Skd3 humaine est différente de celle de ses orthologues microbiens ou végétaux. Notamment, des répétitions ankyrine ont remplacé un des domaines ATPase présent chez les bactéries et les champignons,.

## Fonction
La protéine Skd3 appartient au clade HCLR de la grande superfamille AAA +,. La caractéristique qui unit cette famille est l' hydrolyse de l'ATP par le domaine AAA + pour produire l'énergie nécessaire aux phénomènes de dépliage, désassemblage et désagrégation  des protéines,. Skd3 ne coopère pas avec HSP70, contrairement à son orthologue bactérien. L'activité ATPase in vitro de Skd3 a été confirmée,. Skd3 est une désagrégase puissante et est activée par la protéase rhomboïde mitochondriale pour augmenter l'activité de désagrégation de plus de 10 fois. En effet, la protéase rhomboïde mitochondriale est activée par Skd3 est capable de désassemblage de fibrilles d'alpha-synucléine in vitro.  Même si l'orthologue bactérien ClpB contribue à la résistance thermique des cellules, on ne sait pas encore si Skd3 joue un rôle similaire au sein des mitochondries. L'interaction avec la protéine HAX1 suggère que la Skd3 humaine pourrait être impliquée dans l' apoptose . En effet, une délétion du gène CLPB dans les cellules humaines a rendu les cellules sensibles aux signaux apoptotiques. Chez l'homme, la présence de répétitions d'ankyrine a remplacé le premier des deux domaines ATPase trouvé chez les bactéries et les champignons,.
La protéine CLPB sécrétée par les entérobactéries a un poids moléculaire de 96 kDa et possède des similitudes structurelles avec l' alpha-MSH (14 acides aminés) procurant à cette protéine des propriétés mimétiques fonctionnelles.

## Activité clinique
L'encéphalopathie néonatale est un type de déficience neurologique grave chez le nouveau-né sans signe clinique spécifique en début de  vie, et dont le diagnostic reste un défi. Cette encéphalopathie néonatale comprend un groupe hétérogène de syndromes d'acidurie 3-méthylglutaconique qui auraient pour cause une perte de la fonction Skd3. La délétion du gène clpB chez le poisson zèbre induit une réduction de la croissance et une augmentation de l'activité motrice, observation similaire chez les patients. La perte de fonction de ce gène peut conduire à un grand nombre d'expression phénotypique dont une déficience intellectuelle ou un retard de développement mental, une neutropénie congénitale, une atrophie cérébrale progressive, un trouble du mouvement ou des cataractes bilatérales, avec acidurie 3-méthylglutaconique,,. Des études plus approfondies sur Skd3 seraient nécessaires pour améliorer  le diagnostic de cette maladie.
Il a été démontré que par ses propriétés mimétiques alpha-MSH, la protéine CLPB était capable de diminuer la prise alimentaire en générant une sensation de satiété. Cette observation majeure a ouvert la voie à l'utilisation de cette protéine pour le traitement des troubles de l'alimentation tels que la boulimie et l'obésité,.

## Interactions
Cette protéine est connue pour interagir avec :
- HAX1 [8],[10],[25]
- PARL  [15]
- HTRA2
- SMAC / DIABLO
- OPA1
- OPA3
- PHB2  [28]
- MICU1
- MICU2
- SLC25A25
- SLC25A13
- TIMM8A
- TIMM8B
- TIMM13
- TIMM21
- TIMM22
- TIMM23
- TIMM50
- NDUFA8
- NDUFA11
- NDUFA13
- NDUFB7
- NDUFB10
- TTC19
- COX11
- CYC1